# Okręty podwodne projektu 949

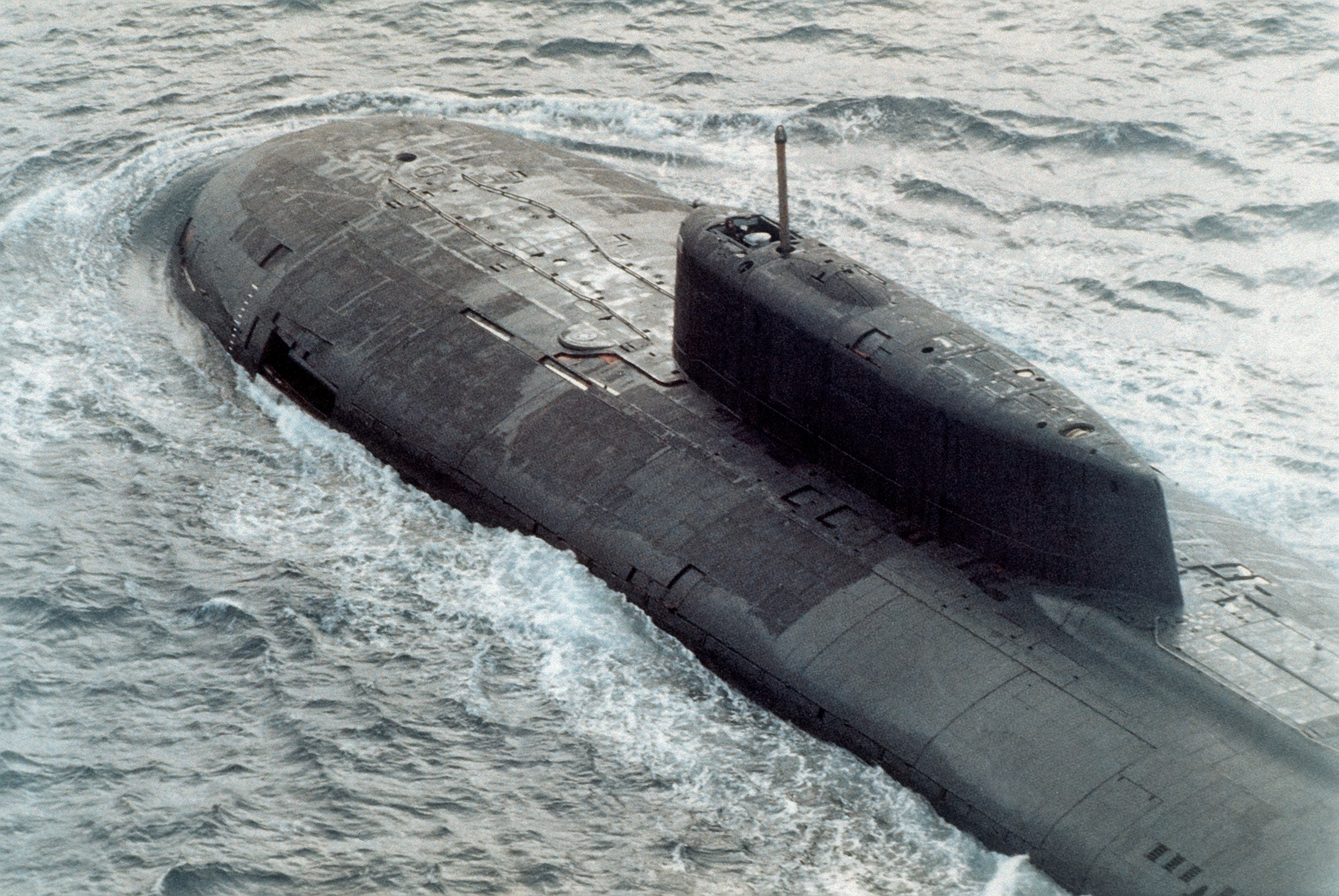
Oscar II – widoczne klapy wyrzutni pocisków rakietowych P-700 Granit

Okręty podwodne projektu 949 (seria: Granit, kod NATO: Oscar) – radzieckie atomowe okręty podwodne zaprojektowane do zwalczania amerykańskich lotniskowcowych grup uderzeniowych.
Wyróżnia się 2 wersje jednostek tego typu:
- 949 seria: Granit (w nomenklaturze NATO nazwany Oscar I)
- 949A seria: Antiej (Oscar II)

Okręty typu Oscar II nadal pełnią służbę w Marynarce Wojennej Federacji Rosyjskiej i są jednymi z największych okrętów podwodnych w jej siłach.
Do typu Oscar II należał okręt K-141 „Kursk”, który zatonął na Morzu Barentsa 12 sierpnia 2000 wraz z całą załogą.

## Historia
Projekt 949 powstał w Centralnym Biurze Projektowym „Rubin” jako następca okrętów typu Echo II, przenoszących pociski rakietowe dalekiego zasięgu. Pierwszą jednostkę typu Oscar I zbudowano w latach 1978–1980 w stoczni w Siewierodwińsku, a do służby weszła ona w 1982 roku jako K-525 „Archangielsk”. Po zbudowaniu drugiej jednostki, K-206 „Murmańsk”, rozpoczęto produkcję przedłużonego o 11 metrów i lepiej wyposażonego typu Oscar II. Zwodowano 11 jednostek tego typu.

## Opis
Typ Oscar to konstrukcja dwukadłubowa. Zewnętrzny kadłub jest oddzielony od wewnętrznego (stalowego) 20-centymetrową warstwą gumy tłumiącą dźwięki. Wykonany został ze stopu stali o wysokiej zawartości niklu i chromu, która ma słabe właściwości magnetyczne i jest odporna na  korozję. Stery głębokości mogą zostać całkowicie schowane w kadłubie. Wewnętrzny kadłub podzielony jest na 9 przedziałów, z których każdy może zostać odcięty od pozostałych w razie nagłej konieczności. Podobnie jak większe okręty typu Typhoon, typ Oscar wyposażony został w kapsułę ratunkową zamontowaną w kiosku.

## Uzbrojenie
- 24 wyrzutnie pocisków rakietowych P-700 Granit (w kodzie NATO SS-N-19 Shipwreck) o zasięgu 550 km, zainstalowane pomiędzy kadłubem wewnętrznym i zewnętrznym, w dwóch rzędach po obu stronach kiosku, każda skierowana pod kątem 40 stopni do przodu. Osłonięte są 12 klapami (pod jedną klapą znajdują się 2 wyrzutnie).
- 4 wyrzutnie torpedowe kalibru 533 mm mogące wystrzeliwać pociski RPK-2 Wjuga (SS-N-15 Starfish).
- 4 wyrzutnie torpedowe kalibru 650 mm mogące wystrzeliwać przeciwokrętowe pociski RPK-6 Wodopad (SS-N-16 Stallion) o zasięgu 120 km.

## Wykaz jednostek
W związku z panującą w Marynarce Rosyjskiej tendencją do zmieniania nazw jednostek, występują pewne nieścisłości dotyczące nazw poszczególnych okrętów typu Oscar II. Informacje na temat innych prawdopodobnych nazw (jeśli takowe występują) podane zostały w opisie konkretnych jednostek. Ponadto, ze względu na duże znaczenie okrętów Oscar II dla Marynarki Rosyjskiej, w przypadku niektórych jednostek nie są jasne daty przyjęcia oraz wycofania ze służby. W związku z powyższymi, dane zawarte w tym wykazie należy traktować jedynie orientacyjnie.

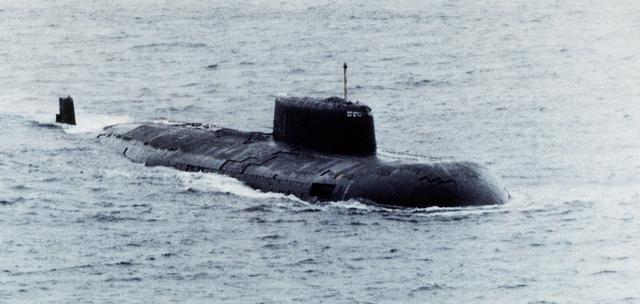
Oscar I
- K-206 „Murmańsk”

W służbie w latach 1983–1996, rozmontowany w 2004 roku.
- K-525 „Archangielsk”

W służbie w latach 1982–1996, w 2001 roku rozmontowany w stoczni w Siewierodwińsku.
Oscar II
- K-119 „Woroneż”

W służbie od 1988 roku. Inne prawdopodobne nazwy to „Krasnojarsk”, „Tambow” oraz „Czelabińsk”.
- K-132 „Irkuck”

W służbie od 1987 roku. Prawdopodobnie wycofany ze służby w 1998 roku. Inna możliwa nazwa okrętu to „Biełgorod”.
- K-141 „Kursk”

W służbie od 1994 lub 1995 roku. Zatonął 12 sierpnia 2000 wraz z całą załogą. Wrak okrętu podniesiony z dna w 2001 roku i przetransportowany do Siewierodwińska.
- K-148 „Orenburg”

W służbie od 1986 roku. Wcześniejsze nazwy okrętu: „Krasnodar”, „Wołogda”. Nie wiadomo, czy okręt nadal znajduje się w służbie, czy też został wycofany (prawdopodobna data wycofania to 1998 rok).
- K-173 „Krasnojarsk”

W służbie od 1988 lub 1989 roku. Prawdopodobnie wycofany ze służby w 1997 lub 1998 roku. Inna możliwa nazwa tego okrętu to "Woroneż”.
- K-186 „Omsk”

W służbie od 1993 roku. Prawdopodobnie przemianowany na „Pietropawłowsk Kamczacki”.
- K-266 „Orioł"

W służbie od 1992 lub 1993 roku. Wcześniejsza nazwa to „Siewierodwińsk”.
- K-410 „Smoleńsk”

W służbie od 1990 roku.
- K-442 „Czelabińsk”

W służbie od 1990 lub 1991 roku. Inna prawdopodobna nazwa to „Psków”.
- K-456 „Wiliuczińsk”

W służbie od 1991 lub 1992 roku. Wcześniejsza nazwa tego okrętu to „Kasatka”.
- K-512 „Swiatoj Gieorgij Pobieditiel”

W służbie od 1997 roku. Wcześniejsza nazwa to „Tomsk”. 26 stycznia 1998 na okręcie miała miejsce awaria systemu chłodzenia, w wyniku której ranionych zostało pięciu członków załogi. Jeden z nich zmarł 2 dni później.
- K-530 „Biełgorod”

Nie do końca jest jasne, czy dwunasta jednostka typu Oscar II została ukończona, czy też jej budowa została przerwana.

## Galeria zdjęć
Galeria zdjęć okrętów podwodnych typu Oscar - wwww.ops.mil.pl